# Agencia Sueca Internacional de Cooperación al Desarrollo
Agencia Sueca de Cooperación para el Desarrollo Internacional (sueco: Styrelsen för internationellt utvecklingssamarbete, Sida) es un departamento del Ministerio Sueco de Asuntos Exteriores. Es responsable de la organización de la mayor parte de la ayuda ofrecida por Suecia a los países en vías de desarrollo.
Su organización tiene tres pilares principales:
- Política que es responsable de los diálogos globales y de alcanzar el consenso, el desarrollo de conocimientos, la garantía de calidad y la capacidad.
- Operaciones que son responsables de la puesta en práctica de la cooperación al desarrollo.
- Dirección que es responsable del control y planeación de las funciones, así como el servicio al resto de las autoridades.

Para realizar su trabajo coopera con agencias suecas de gobierno, organizaciones internacionales como las Naciones Unidas, la Unión Europea y el Banco Mundial. Sus esfuerzos se concentran en cuestiones en las que Suecia tiene conocimientos y la experiencia. Será responsabilidad de cada país elaborar sus estrategias para el desarrollo económico y el combate a la pobreza, estas estrategias formaran la base para la colaboración de Sida.
El gobierno debe estar seguro de que aquellos en la pobreza tendrán la capacidad para mejorar sus condiciones de vida. Para conseguirlo ha dividido su trabajo en cinco áreas: democracia, igualdad y derechos humanos; desarrollo económico;conocimiento, salud y desarrollo social; desarrollo sostenible y seguridad.